# 和池の大カツラ
和池の大カツラ（わちのおおカツラ）は兵庫県美方郡香美町にあるカツラ。瀞川平のマザーツリー。

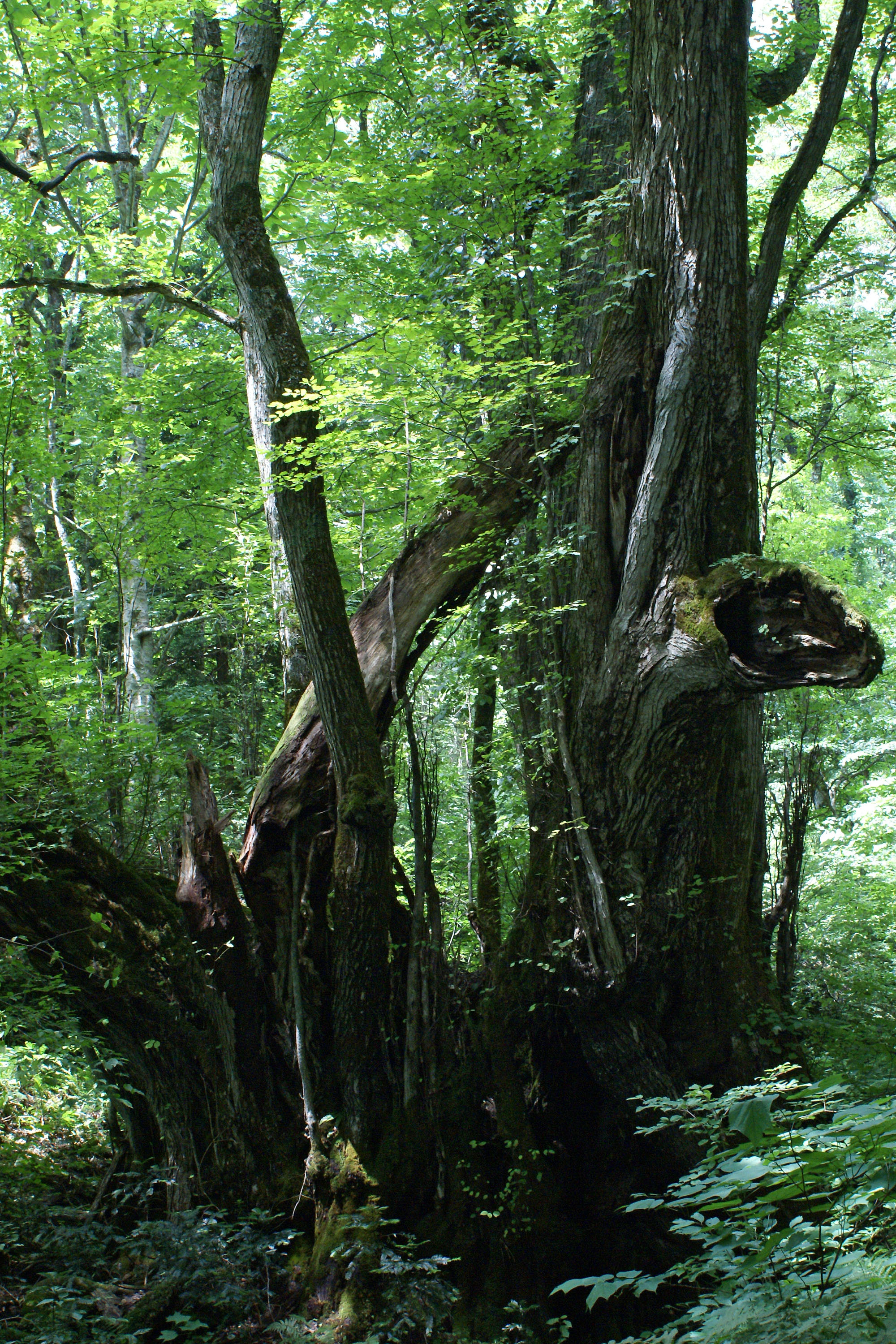
和池の大カツラ

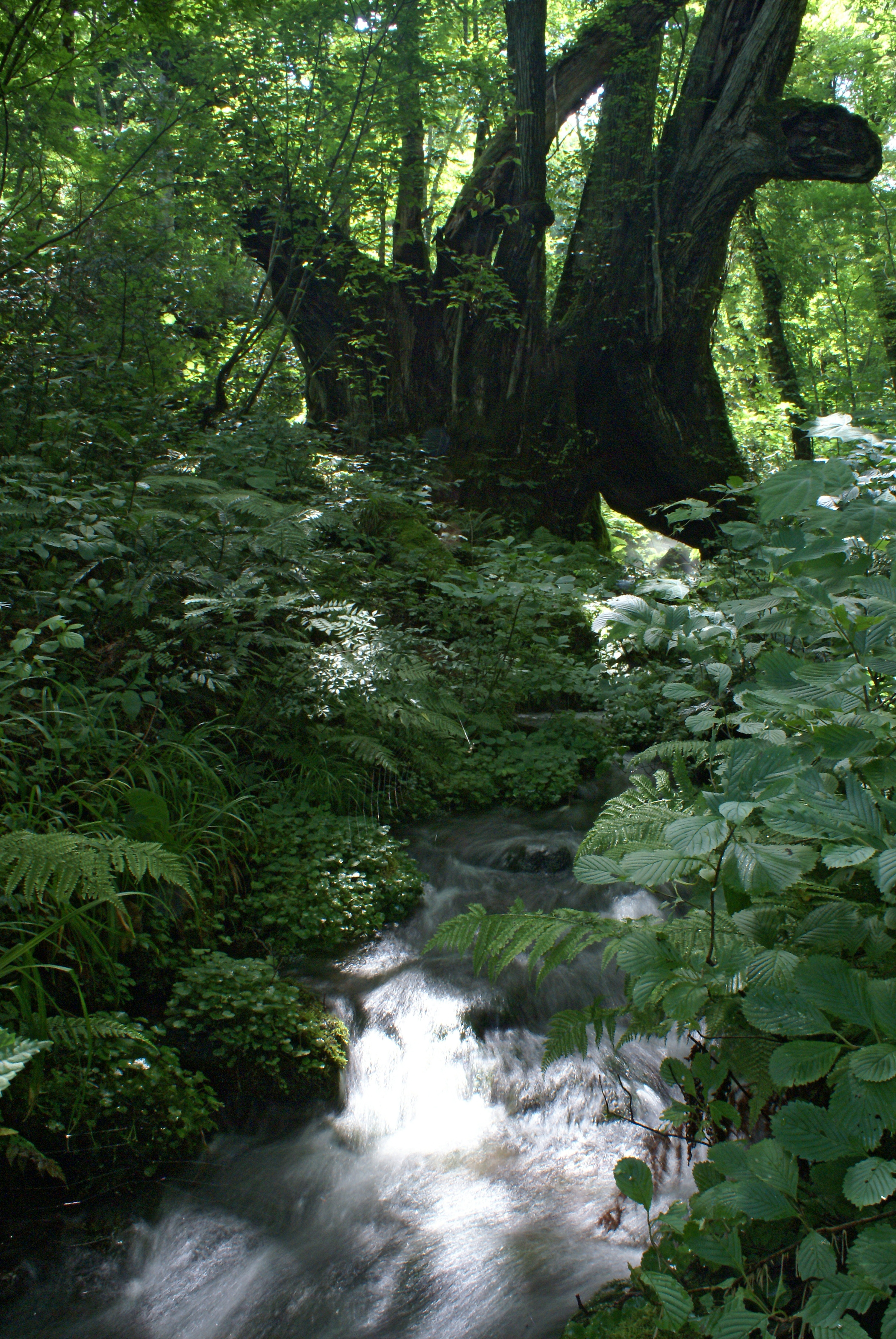
湧水「千年水」を集めて流れる小川を根が跨ぐ

## 概要
樹齢1000年、樹高は実測で約39m、幹周約15mの巨木で、主幹の周囲を幹周約3mの樹叢10数本が囲む。
標高700mの瀞川平の原生林の森に、高坂川の源流となる湧水「千年水（平成の名水百選選定）」をあつめた渓流を跨いで根を張る姿は根元から水が湧き出ているような錯覚を与え、神秘的な雰囲気を漂わせている。
この巨木の保護を主たる目的の一つとして但馬高原植物園が設立された。

## データ
- 名称 - 和池の大カツラ
- 種類 - カツラ 雌株
- 幹周 - 実測 16m40cm、（主幹、株立5本以上の環境省値10m）
- 樹高 - 実測 38m、（主幹、株立5本以上の環境省値は27m）
- 樹齢 - 1000年以上
- 所在地 - 兵庫県美方郡香美町村岡区和池
- 備考 - 湧水の川が根元を貫く。県指定天然記念物、但馬の巨木百選

## 所在地
兵庫県美方郡香美町村岡区和池

## 交通アクセス
- JR山陰本線 八鹿駅から全但バス「村岡、秋岡、湯村温泉」方面行で40分、「福岡 ハチ北口」下車　タクシー10分